# Kim Hun
Kim Hun (4 de abril de 1992) es un deportista surcoreano que compite en taekwondo. Ganó una medalla de plata en el Campeonato Mundial de Taekwondo de 2013, y una medalla de bronce en el Campeonato Asiático de Taekwondo de 2016.

## Palmarés internacional
| Campeonato Mundial  | Campeonato Mundial | Campeonato Mundial | Campeonato Mundial |
| Año                 | Lugar              | Medalla            | Categoría          |
| ------------------- | ------------------ | ------------------ | ------------------ |
| 2013                | Puebla (México)    | Medalla de plata   | –68 kg             |
| Campeonato Asiático |                    |                    |                    |
| Año                 | Lugar              | Medalla            | Categoría          |
| 2016                | Pásay (Filipinas)  | Medalla de bronce  | –74 kg             |